# یواس‌ای‌‌جابز
یواس‌ای‌جابز (به انگلیسی: USAJOBS) وبسایت دولت ایالات متحده برای فهرست کردن موقعیت شغل‌های دولتی آژانس‌های فدرال است. آژانسهای فدرال از یو اس ای جابس برای میزبانی کردن شغل‌های باز شده و تطابق متقاقضیان آن شغل‌ها استفاده می‌کنند. یواس‌ای‌جابز به عنوان محل مرکزی برای پیدا کردن فرصت‌ها به صدها سازمان و آژانسهای فدرال خدمات می‌دهد.
گرداننده این وبسایت اداره مدیریت پرسنل ایالات متحده OPM United States Office of Personnel Management است. این وبسایت در ۱۳۷۵ شمسی ۱۹۹۶ میلادی راه اندازی شده‌است.